# Копяткевич, Александр Антонович
Алекса́ндр Анто́нович Копятке́вич (1886, Петрозаводск, Российская Империя — 1960, Москва, СССР) — российский и советский политический и государственный деятель, революционер, член Российской социал-демократической рабочей партии (большевиков).

## Биография
Родился в 1886 году в Петрозаводске, в семье служащего-землемера. В 1905 году окончил губернскую мужскую гимназию. В том же году вступил в РСДРП и стал одним из организаторов Петрозаводской социал-демократической группы большевиков на Александровском чугунолитейном заводе.
В 1906 году был заключён в тюрьму за организацию забастовки и демонстраций. В 1908 году сослан на два года в Великий Устюг.
В 1907—1914 гг. с перерывами учился в Императорском Санкт-Петербургском университете.
В 1910 году, вернувшись после ссылки в Петрозаводск, продолжает нелегальную революционную деятельность. В 1912—1914 гг. Александр Антонович работает сотрудником в газете «Правда» и журнале «Просвещение». Короткие статьи с подписью «А. К.» описывали трудную жизнь заводских рабочих.
Февральскую революцию Копяткевич встретил в Петрограде, в армии, куда он был призван в 1914 году, с началом Первой мировой войны. В этот период Александр Антонович принимал участие в революционных выступлениях с солдатами Литовского полка, после чего однополчане избрали его в состав Петроградского совета рабочих и солдатских депутатов.
С первых дней революции А. А. Копяткевич возобновляет связи с Петрозаводском, участвует в работе Северного областного съезда Советов и впоследствии его избирают членом исполкома, помогает местным большевикам организовать Совет рабочих и солдатских депутатов. В тот же период Копяткевич активно работает в Петрограде, он являлся делегатом I съезда Советов.
В сентябре 1917 года А. А. Копяткевич избирается вместе с другими видными большевиками того времени, такими как: К. А. Мехоношин, С. М. Нахимсон в исполком солдатской секции.
Вечером 25 октября делегат II Всероссийского съезда Советов А. А. Копяткевич вместе с другими голосовал за установление Советской власти в России.
С мая 1919 года Копяткевич на Южном и Украинском фронтах в должности начальника политотдела.
После завершения Гражданской войны А. А. Копяткевич на советской и партийной работе в Ростове-на-Дону, Новониколаевске, Перми, на Урале. В 1922 году управляющий делами Сибирского революционного комитета. Затем в аппарате ЦК ВКП(б), в 1926—1938 гг. — член коллегии Верховного суда РСФСР, а впоследствии — главный редактор московского издательства «Художественная литература».

## Сочинения
- Из революционного прошлого в Олонецкой губернии (1905—1908 гг.). Петрозаводск, 1922
- Места заповедные. Москва, октябрь 1926 г.
- Проба. Москва, октябрь 1926 г.
- Кукковка. Москва, октябрь 1926 г.
- Курган. Москва, октябрь 1926 г.
- Почтовая. Москва, октябрь 1926 г.
- Чертов стул. Москва, октябрь 1926 г.
- Древлянка. Москва, октябрь 1926 г.